# Parapholis filiformis
Parapholis filiformis là một loài thực vật có hoa trong họ Hòa thảo. Loài này được (Roth) C.E.Hubb. mô tả khoa học đầu tiên năm 1946.